# Ballenbak

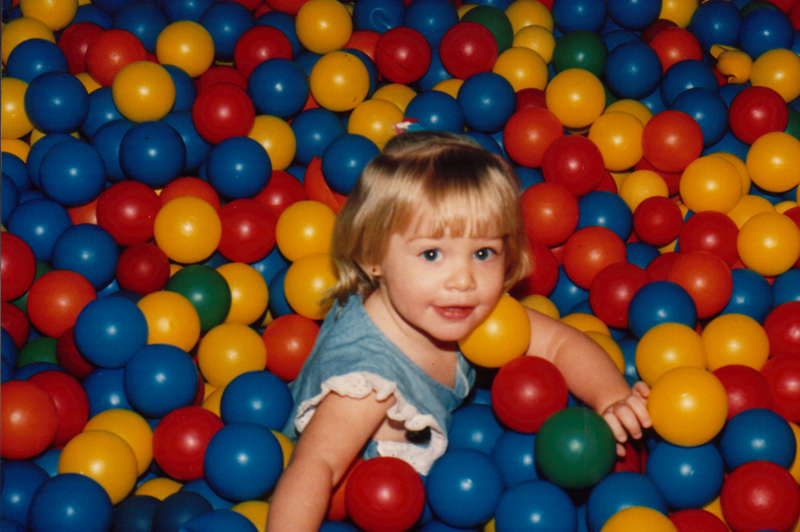
Een kind in een ballenbak

Een ballenbak, ook wel ballenbad, is een bak gevuld met kleine ballen. Vaak zijn deze ballen in diverse kleuren aanwezig. De vloer van de bak bestaat uit kussens, de wanden doorgaans uit een soort visnet. De ballenbak is bedoeld voor kleine kinderen. 
Ballenbakken zijn te vinden in overdekte speelparadijzen en in kinderhoekjes van restaurants en warenhuizen, waaronder IKEA. Naast de lichtgewicht ballen, is er in de ballenbak vaak een speeltoestel aanwezig. 
De eigenlijke ontwikkeling van de ballenbak was bedoeld voor mensen met beperkte intelligente vermogens, ook verstandelijk gehandicapten genoemd. Door de ballenbak ervaren zij aangename prikkels. De ballenbak kan gebruikt worden als onderdeel van snoezelen. Pas veel later heeft de commercie de ballenbak ontdekt.

## Hygiëne
Om goede hygiëne te waarborgen, dienen kinderen in de ballenbak hun schoenen uit te doen. Ook komt eens in de zoveel tijd een bedrijf dat de ballen in de bak reinigt. Fastfoodketen McDonald's besloot al om de meeste van zijn ballenbakken te verwijderen, omdat ze vaak te onhygiënisch zijn.